# Очковая белоглазка
Очковая белоглазка (лат. Heleia wallacei) — вид воробьиных птиц из семейства белоглазковых (Zosteropidae). Подвидов не выделяют.

## Таксономия
Данный вид традиционно включали в род Zosterops, но генетические исследования выявили его близость к видам из иных родов, в том числе к карликовой птице Oculocincta squamifrons.

## Распространение
Обитают на Малых Зондских островах (на территории Индонезии), будучи их эндемиками. Естественной средой обитания этих птиц являются субтропические или тропические влажные равнинные леса.

## Охранный статус
МСОП присвоил виду охранный статус «Вызывающие наименьшие опасения» (LC).